# Aventurile Puștiului Pericol
Aventurile Puștiului Pericol (engleză The Adventures of Kid Danger) este un serial de televiziune animat american creat de Dan Schneider. Primul episod a fost difuzat pe Nickelodeon pe 15 ianuarie 2018, înaintea premierei sale oficiale pe 19 ianuarie 2018. Pe baza lui Henry Danger, acesta prezintă vocile lui Jace Norman, Cooper Barnes, Michael D. Cohen, Riele Downs, Sean Ryan Fox, Ella Anderson și Jeffrey Nicholas Brown. În România, serialul a avut premiera pe Nicktoons pe 1 aprilie 2019.

## Dublajul în limba romană
Dublajul a fost realizat de studiourile Fast Production Film în colaborare cu Audio Design Digital Art:
- Andrei Geavelea - Henry Hart /Puștiul Pericol
- Ernest Fazekaș - Ray Manchester / Super Căpitanul
- Sofia Ivan - Charlotte
- Alexandru Gheorghiu - Jasper Dunlop, Băiețoiul
- Elias Feekin - Schwoz
- Alina Teianu - Piper Hart
- Silvia Gâscă - Siren Hart
- Răzvan Hâncu - Jake Hart, alte voci
- Adina Lucaciu - Domnișoara Shapen, alte voci

## Episoade
|              |                      |                       |            |            |  |  |
| PRIMUL SEZON |                      |                       |            |            |  |  |
|              |                      |                       |            |            |  |  |
| 01           | Popcorn Monster      | Monstrul popcorn      | 15.01.2018 | 06.04.2019 |  |  |
| 01           | Game of Drones       | Cursa dronelor        | 15.01.2018 | 06.04.2019 |  |  |
| 02           | Clone Babies         | Clonele bebeluș       | 26.01.2018 | 07.04.2019 |  |  |
| 02           | Flying Spiders       | Păianjenii zburători  | 26.01.2018 | 07.04.2019 |  |  |
| 03           | Texas Weiners        | Cârnăciorii Texani    | 02.02.2018 | 06.04.2019 |  |  |
| 03           | YooHoo Tube          | Iuhuuu-Tube           | 02.02.2018 | 01.04.2019 |  |  |
| 04           | OctoCharlotte        | Caracato-Charlotte    | 09.02.2018 | 02.04.2019 |  |  |
| 04           | Trouble in Tropikini | Probleme în Tropikini | 09.02.2018 | 03.04.2019 |  |  |
| 05           | Fish Talker          | Peștișorul magic      | 16.02.2018 | 04.04.2019 |  |  |
| 05           | Wet Doom             | Amintiri              | 16.02.2018 | 05.04.2019 |  |  |
| 06           | The Sushi Sitter     | Toaleta Japoneză      | 05.05.2018 | 08.04.2019 |  |  |
| 06           | Cheer Beast          | Monstrul Majoretă     | 05.05.2018 | 09.04.2019 |  |  |
| 07           | Tiny Toddler         | Micul Toddler         | 12.05.2018 | 10.04.2019 |  |  |
| 07           | Magical Beefery Tour | Turul magic           | 12.05.2018 | 11.04.2019 |  |  |
| 08           | The Wahoo Punch Bro  | Wahoo Punch Bro       | 19.05.2018 | 12.04.2019 |  |  |
| 08           | Pink Rocket          | Racheta roz           | 19.05.2018 | 15.04.2019 |  |  |
| 09           | Snooze Pods          | Consola de somn       | 11.06.2018 | 13.04.2019 |  |  |
| 09           | Sticky Vicky         | Sticky Vicky          | 14.06.2018 | 13.04.2019 |  |  |
| 10           | Mad Wax              | Statuile de ceară     | 12.06.2018 | 06.04.2019 |  |  |
| 10           | Fails                | Filmulețele jenante   | 13.06.2018 | 06.04.2019 |  |  |